# Американский чиж
Американский чиж (лат. Spinus tristis) — вид мигрирующих североамериканских воробьинообразных птиц из семейства вьюрковых. Птицы гнездятся на территории от середины Альберты до Северной Калифорнии, на зиму мигрируют на юг через границу Канады в США и Мексику.
Птицы данного вида единственные в подсемействе Carduelinae, которые полностью меняют летнее оперение на зимнее. Половой диморфизм заключается в окраске оперения — самцы летом в основном ярко жёлтые, зимой — оливковые, а самки бледно жёлто-коричневые, только летом светлее. Самцы выставляют на показ своё яркое оперение в сезон спаривания для привлечения самок.
Птицы плодоядные, приспособленные к быстрому извлечению и потреблению коническим клювом семян из зрелых соцветий. Социальные животные, которые примыкают к большим птичьим стайкам во время поиска пропитания и миграции. Могут проявлять территориальность во время устройства гнезда, хотя такое поведение у американских чижей кратковременное. В основном моногамные. Один выводок в год.
Человеческая деятельность выгодна для американских чижей. Чижи часто находят обильные пищевыми ресурсами местности, которые богатым семенными растениями, что помогает птицам легче пережить на данной территории. Обезлесение также благоприятно для чижей, поскольку появляются новые открытые местности, которые для них предпочтительные.
Филогенетические связи определены Антонио Арнийс-Вильена (Antonio Arnaiz-Villena) и соавторами.

## Таксономия
Американский чиж впервые описан шведским естествоиспытателем Карлом Линнеем в 1758 году в десятом издании книги «Системы природы», изначально поместив в род Fringilla.
Выделяют четыре подвида:
- Carduelis tristis tristis — номинативный подвид, наиболее часто встречающейся. Летом встречается от южной Канады до Колорадо и восточнее до Северной и Южной Каролины. Зимой — от южной Канады южнее до Флориды и центральной Мексики;
- Carduelis tristis pallidus — от других подвидов отличается более бледной окраской оперения, более яркими белыми узорами и, у самцов, чёрной «шапкой», которая занимают бо́льшую поверхность головы, чем у других подвидов. Крупнее номинативного подвида. Летом встречается от Британской Колумбии до западного Онтарио, южнее до Колорадо и западнее до Орегона. Зимой — от южной Канады и северной Калифорнии, южнее до Мексики;
- Carduelis tristis jewetti — мельчайший и темнейший среди подвидов. Встречается на прибрежных склонах Каскадных гор от южной Британской Колумбии до центральной Калифорнии, частично сливаясь с ареалом C. t. pallidus.
- Carduelis tristis salicamans — летом встречается на западе Сьерра-Невада, зимой — на юге и в центральной части Верхней Калифорнии до пустынь Мохаве и Колорадо. Зимой оперение у птиц обоих полов коричневее, чем у представителей остальных подвидов, зимой самцы имеют меньшую «шапку», чем у других подвидов.

## Описание
Американские чижи — это мелкие птицы, длиной 11—13 см, размахом крыльев 19—22 см и массой 11—20 грамм. Клюв маленький, конический и розовый с лета до зимы, а весной, во время смены оперения на летнее оранжевый. Форма и размеры клюва подходящие для выделения семян из соцветий чертополоха, подсолнечника и других растений. Оперение ярко-жёлтое, на голове чёрная шапочка, крылья и хвост чёрные, белые полоски на крыльях. Зимой оперение становится более тусклым и приобретает оливковый оттенок, после чего чёрная шапочка на голове становится менее заметной. У самок оливково-жёлтая спина и тёмно-жёлтое брюхо. 